# Пелкосенніемі
Пелкосенніемі (фін. Pelkosenniemi Pelkosenniemi) — громада у Фінляндії, в провінції Лапландія. Населення становить 1012 осіб (на 31 січня 2011); площа — 1881,73 км. Щільність населення становить 0,55 чол/км². Офіційна мова — фінська.

## Населені пункти
До регіону входять наступні села: Аапаярві, Арвоспуолі, Кайран, Кіемунківаара, Луіро, Пелкосенніемі, Пюгяярві, Саунаваара, Суванто.

## Демографія
На 31 січня 2011 в громаді Пелкосенніемі проживають 1012 чоловік: 565 чоловіків і 447 жінок.
Фінська мова є рідною для 99,7 % жителів, шведська — для 0 %. Інші мови є рідними для 0,2 % жителів громади.
Віковий склад населення:
- до 14 років — 8,2 %
- від 15 до 64 років — 65,02 %
- від 65 років — 26,38 %

Зміна чисельності населення за роками  :
| Рік  | Чисельність |
| ---- | ----------- |
| 1980 | 1601        |
| 1990 | 1533        |
| 2000 | 1243        |
| 2010 | 1008        |
| 2011 | 1012        |

## Галерея

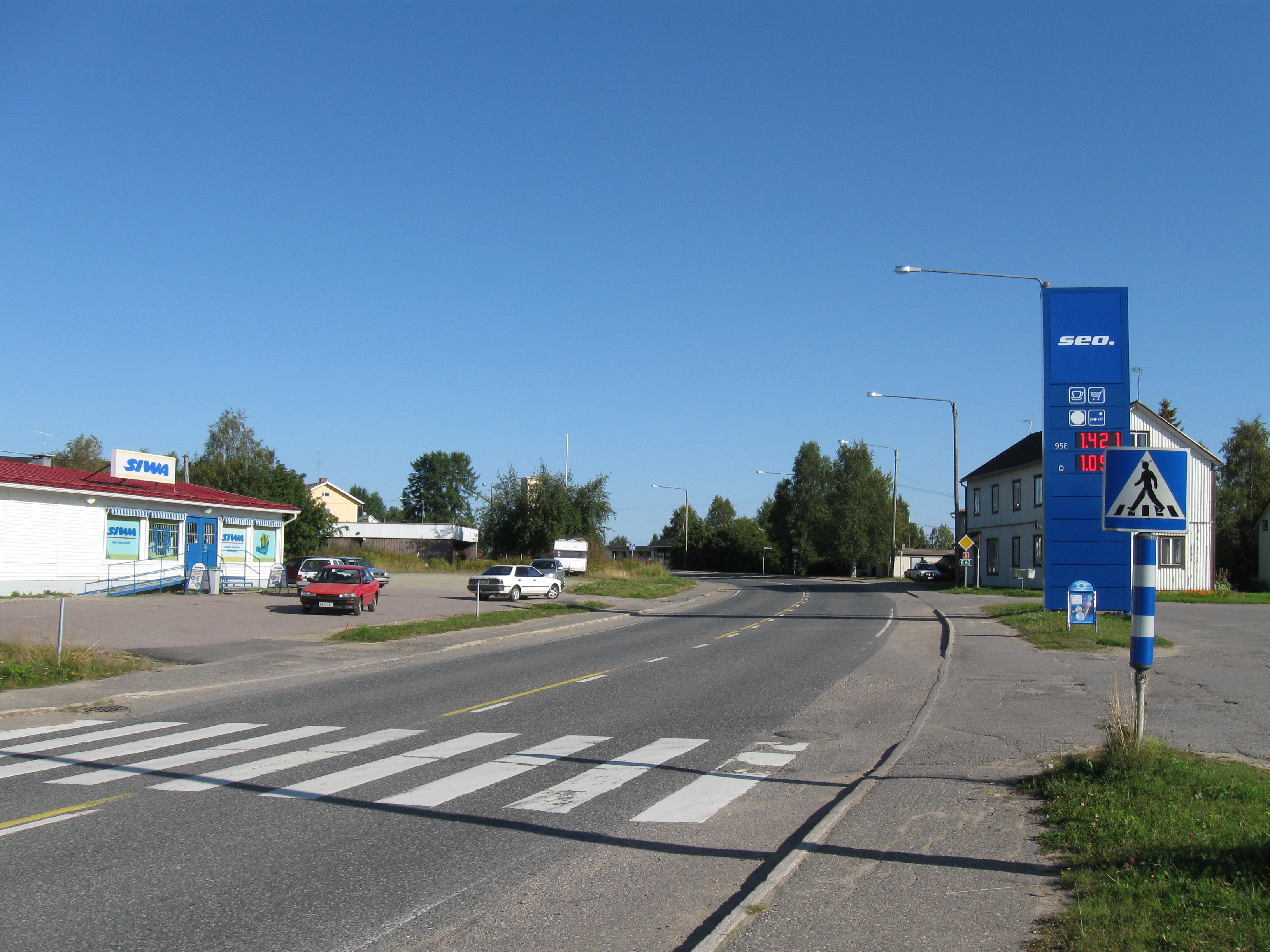
Центральна частина громади